# ロマン・セロフ
ロマン・セロフ（ロシア語: Роман Серов、1976年12月16日 - ）は、ロシアモスクワ出身の男性フィギュアスケート選手で現在はコーチ。

## 経歴
- モスクワに生まれ、5歳ころからスケートを始めた。1992-1993年シーズン、ロシア代表として世界ジュニア選手権に出場し13位。1994-1995年シーズンにも再び出場したが、15位に終わる。シニア参戦後もロシア代表として選手権、欧州選手権に出場することはなかった。
- 2002年8月、イスラエル人スケーターのレイチェル・リオールと結婚し、以後イスラエル所属となった。彼等の間には娘のイザベラが生まれているが後に離婚した[2]。初出場となった2005年世界選手権では19位。翌2005-2006年シーズンをもって現役引退。現在はコーチとしてオレクシイ・ビチェンコなどを指導している。

## 主な戦績
| 大会/年            | 2000-01 | 2001-02 | 2002-03 | 2003-04 | 2004-05 | 2005-06 |
| ------------------ | ------- | ------- | ------- | ------- | ------- | ------- |
| 世界選手権         |         |         |         |         | 19      | 18      |
| 欧州選手権         |         |         |         |         | 13      | 22      |
| GP中国杯           |         |         |         |         |         | 12      |
| GPNHK杯            |         |         |         |         |         | 10      |
| GPスケートアメリカ | 7       |         |         |         | 4       |         |
| GPスケートカナダ   |         | 10      |         |         |         |         |
| GPロシア杯         |         | 2       |         |         |         |         |
| GPエリック杯       | 3       |         |         |         |         |         |
| フィンランディア杯 |         | 2       |         |         | 2       |         |
| ゴールデンスピン   |         |         |         | 3       |         |         |
| ユニバーシアード   | 1       |         |         |         |         |         |